# Gehard Demetz
Gehard Demetz (né le 9 juillet 1972 à Bolzano) est un sculpteur sur bois italien.

## Biographie
Gehard Demetz étudie à l'Institut d'art de Selva à partir de 1986. De 1992 à 1995, il effectue un apprentissage sous la direction de Matthias Resch. Par la suite, il suit des séminaires à l'Académie de Salzbourg avant de commencer à sculpter de manière indépendante à partir de 2005.
Il vit et travaille à Selva di Val Gardena, dans le massif des Dolomites, une région connue pour ses sculptures religieuses et ses jouets en bois.

## Production artistique
Gehard Demetz représente surtout des enfants, parfois seuls avec des jouets ou des outils, parfois confrontés ou même fusionnés à un monde extérieur qui semble les dépasser, voire les oppresser (guerre, religion, politique).

## Expositions personnelles
- 2012 : Threshold Space[4]
- 2014 : The Invocation[5]
- 2017 : Introjection[6]